# 廢妃李氏 (李資謙四女)
廢妃李氏（폐비이씨，?—1195年），是李資謙第四女，高麗仁宗王妃。
1125年，入宮為妃。李資謙圖謀不軌，讓女兒下毒藥毒死仁宗，王妃捧椀，假裝摔倒把毒藥撒掉。1126年，李資謙失敗后，以諫官之言廢李氏。仁宗念覆椀之功，賜田宅、奴婢，恩眷甚厚，號福昌院主。高麗毅宗、高麗明宗二王亦事之謹。明宗二十五年（1195年）十一月廿七李氏卒，以王后禮安葬。

## 家族
- 父：李資謙
- 姑母：長慶宮主（朝鲜语：장경궁주）
- 夫：高麗仁宗
- 姐姐：文敬太后、廢妃李氏 (李資謙三女)